# Shokhan Salihi
Shokhan Nooraldin Sadraldin Salihi (Kirkuk, 10 de abril de 2000) es una futbolista, jugadora de fútbol sala y una jugadora de balonmano iraquí que juega como delantera en el club saudí Al-Hilal, la selección femenina de fútbol de Irak, la selección femenina de fútbol sala de Irak y la selección femenina de balonmano de Irak.
En noviembre de 2022, Salihi batió el récord de goles en un partido de la máxima categoría tras marcar 15 goles en el partido del Al-Hilal contra el Al-Bayraq en la Saudi Women's Premier League 2022-23.

## Trayectoria

### Erbil SC
Salihi, que también jugaba al balonmano, representó al Erbil SC ganando con el club dos temporadas consecutivas de la liga iraquí de balonmano femenino. También participó en dos ediciones del Campeonato Árabe Femenino de Clubes, concretamente en Jordania 2019 y Túnez 2021. En el torneo de 2019, se proclamó máxima goleadora del Campeonato Árabe Femenino de Campeones de Balonmano 2019, celebrado en Amán.

### Ghaz Al-Shamal
Shokhan comenzó su andadura en el fútbol sala con el club femenino Ghaz Al-Shamal SC de la liga iraquí de fútbol sala. Sus notables logros en la liga incluyeron el título de máxima goleadora de la Premier Futsal League.

### Al-Hilal
Cuando Al-Hilal adquirió el Challenge Women's Football Club para participar en la Saudi Women's Premier League 2022-23, ficharon a Shokhan tras el rendimiento que mostró en el WAFF Women's Futsal Championship 2022.
Nooraldin firmó un nuevo contrato con el Al-Hilal en el verano de 2023 que la mantendría en el club hasta 2026. Acabó su primera temporada como máxima goleadora de la liga con 44 goles en total.

## Selección nacional
Shokhan fue convocada por primera vez con la selección femenina de fútbol sala de Irak en el WAFF Women's Futsal Championship 2022 celebrado en Arabia Saudí.
En febrero de 2024, Shokhan recibió su primera convocatoria con la selección femenina de fútbol de Irak para disputar un partido amistoso como parte de los preparativos para el WAFF Women's Championship 2024. El 11 de febrero de 2024, debutó con la selección absoluta en un partido contra Emiratos Árabes Unidos. Posteriormente, Shokhan fue incluida en la convocatoria definitiva para el campeonato.

### Campeonatos con selección
| Título                                | Deporte     | Resultado |
| ------------------------------------- | ----------- | --------- |
| WAFF Women's Futsal Championship 2022 | Fútbol sala | Campeona  |

## Estadísticas

### Clubes
Actualizado al último partido disputado el 25 de enero de 2025.
| Club                    | Div.          | Temporada     | Liga  | Liga  | Liga   | Copas | Copas | Copas  | Internacional | Internacional | Internacional | Total | Total | Total  | Media goleadora |
| Club                    | Div.          | Temporada     | Part. | Goles | Asist. | Part. | Goles | Asist. | Part.         | Goles         | Asist.        | Part. | Goles | Asist. | Media goleadora |
| ----------------------- | ------------- | ------------- | ----- | ----- | ------ | ----- | ----- | ------ | ------------- | ------------- | ------------- | ----- | ----- | ------ | --------------- |
| Al-Hilal Arabia Saudita | 1.ª           | 2022-23       | 14    | 44    | -      | -     | -     | -      | -             | -             | -             | 14    | 44    | -      | 3.14            |
| Al-Hilal Arabia Saudita | 1.ª           | 2023-24       | 14    | 11    | 3      | 2     | 1     | 0      | -             | -             | -             | 16    | 12    | 3      | 0.75            |
| Al-Hilal Arabia Saudita | 1.ª           | 2024-25       | 11    | 2     | 2      | 2     | 2     | 1      | -             | -             | -             | 13    | 4     | 3      | 0.31            |
| Al-Hilal Arabia Saudita | Total club    | Total club    | 39    | 57    | 5      | 4     | 3     | 1      | 0             | 0             | 0             | 43    | 60    | 6      | 1.4             |
| Total carrera           | Total carrera | Total carrera | 39    | 57    | 5      | 4     | 3     | 1      | 0             | 0             | 0             | 43    | 60    | 6      | 1.4             |
|                         |               |               |       |       |        |       |       |        |               |               |               |       |       |        |                 |

## Palmarés

### Distinciones individuales
| Distinción                                              | Deporte     | Años |
| ------------------------------------------------------- | ----------- | ---- |
| Máxima goleadora del Campeonato de Campeonas Árabes     | Balonmano   | 2019 |
| Máxima goleadora de la WAFF Women's Futsal Championship | Fútbol sala | 2022 |
| Máxima goleadora de la Saudi Women's Premier League     | Fútbol      | 2023 |